# King
King er en dansk kortfilm fra 2015 instrueret af Frederik Louis Hviid efter manuskript af Frederik Louis Hviid og Frederik With-Seidelin Skov.

## Handling
Udvejene for David synes at snævre ind, da han indser at han ikke længere kan finde ressourcerne til at afbetale sin livstrætte stedfaders gæld. Ansvaret tynger David, der modvilligt lader sig overtale til at tage skridtet fra simpel småkriminalitet - til et storstilet bankrøveri orkestreret af vennen Philip. Men magten og pengene synes at vække en lurende grådighed, og snart bliver Davids viljestyrke sat på prøve.